# Сюньдянь-Хуэй-Ийский автономный уезд
Сюньдянь-Хуэй-Ийский автономный уезд (кит. упр. 寻甸回族彝族自治县, пиньинь Xúndiàn Huízú Yízú zìzhìxiàn) — автономный уезд городского округа Куньмин провинции Юньнань (КНР).

## История
Во времена империи Мин в 1475 году здесь была создана Сюньдяньская управа (尋甸府). Во времена империи Цин она была в 1669 году понижена в статусе, став Сюньдяньской областью (尋甸州). После Синьхайской революции в Китае была проведена реформа структуры административного деления, в ходе которой области были упразднены, и в 1913 году Сюньдяньская область была преобразована в уезд Сюньдянь (寻甸县).
После вхождения провинции Юньнань в состав КНР был создан Специальный район Цюйцзин (曲靖专区), и уезд вошёл в его состав. В 1958 году он был преобразован в Сюньдянь-Хуэйский автономный уезд (寻甸回族自治县). В 1959 году Сюньдянь-Хуэйский автономный уезд был объединён с уездом Сунмин в уезд Сюньдянь. В 1961 году был воссоздан уезд Сунмин. В 1970 году Специальный район Цюйцзин был переименован в Округ Цюйцзин (曲靖地区).
В 1979 году уезд Сюньдянь был преобразован в Сюньдянь-Хуэй-Ийский автономный уезд.
В 1997 году округ Цюйцзин был преобразован в городской округ Цюйцзин.
Постановлением Госсовета КНР от 6 декабря 1998 года Сюньдянь-Хуэй-Ийский автономный уезд передан из состава городского округа Цюйцзин под юрисдикцию властей Куньмина.

## Административное деление
Автономный уезд делится на 1 уличный комитет, 9 посёлков и 4 волости.